# گلن بیوکنن
گلن بیوکنن (انگلیسی: Glenn Buchanan؛ زادهٔ ۱۹ نوامبر ۱۹۶۲) شناگر اهل استرالیا بود.
وی در مسابقات کشوری و بین‌المللی در مجموع برندهٔ ۲ مدال برنز شده‌است.